# Advanced Disc Filing System
Advanced Disc Filing System (ADFS) — файловая система, использовавшаяся на компьютерах Acorn Computers, в операционной системе RISC OS и её потомках. Изначально базировалась на редко используемой Acorn Winchester Filing System, которая была переименована в Advanced Disc Filing System, когда в неё была добавлена поддержка флоппи-дисков (с использованием контроллера WD1770).
Оригинальная ФС Acorn, Disk Filing System (DFS), позволяла сохранить лишь небольшое количество файлов на диск, имена же каталогов и файлов были ограничены 1 и 7 символами соответственно. Эти ограничения отчасти были вызваны тем, что Disk Filing System была основана на дисковой прошивке, используемой в ранних компьютерах Acorn Atom и System 3-5 Eurocard. Чтобы преодолеть эти ограничения, Acorn разработала ADFS. Наиболее значительным изменением стал переход к иерархической структуре каталогов. Максимальная длина имени файла была увеличена до 10 символов, и максимально возможное количество файлов в каталоге увеличено до 47. Были сохранены внешние атрибуты DFS; разделителем каталогов продолжала быть точка, а знак $ стал обозначать корень файловой системы. ^ использовался для обозначения родительского каталога, а \ — последний посещённый каталог.